# Rytidosperma grandiflorum
Rytidosperma grandiflorum är en gräsart som först beskrevs av Ferdinand von Hochstetter och Achille Richard, och fick sitt nu gällande namn av Sylvia Mabel Phillips. Rytidosperma grandiflorum ingår i släktet kängurugräs (släktet), och familjen gräs. Inga underarter finns listade i Catalogue of Life.